# 華丸丼と大吉麺
『華丸丼と大吉麺』（はなまるどんとだいきちめん）は、朝日放送テレビ（ABCテレビ）の制作により、テレビ朝日系列で2025年4月6日から毎週日曜日13:25 - 13:55（JST）に放送されているグルメバラエティ番組である。博多華丸・大吉の冠番組。

## 概要
2024年10月20日にパイロット版を放送。2021年10月から2025年3月までレギュラー放送されていた『リア突WEST. 』の枠移動前（関西と一部地域）の放送枠を受け継ぐ形で放送開始。コンセプトは、『博多華丸・大吉が、街をゆったりと歩きながら、その街でしか食べられないような“最強”の丼と麺を探し求める街ブラバラエティ』と称している。
丼と麺探しがコンセプトではあるが、それ以外の飲食を禁止している訳ではない。また、華丸「丼」と大吉「麺」というタイトルではあるものの、華丸が丼、大吉が麺しか食べられないという縛りも特にはない。
一ヵ所のロケ地で三本撮りが基本であり、三週目にあたる後編では丼で顔を隠した状態のゲストと合流して、丼と麺探しを再開する。
二人とも少食であるため、一杯の丼または麺を分け合う、または小盛で注文することもある。さらに満腹等の理由で食べられなかった名産品を、スタジオでナレーション収録をしている中野に差し入れという名目で代わりに食リポをさせることがある。

## 出演
- 博多華丸・大吉

## 放送リスト

### 2025年
| #  | 初回放送日 | ロケ地                                                  | ゲスト     | 備考                                    |
| -- | ---------- | ------------------------------------------------------- | ---------- | --------------------------------------- |
| 1  | 4月6日     | 神奈川県箱根町 （大涌谷、箱根湯本駅周辺）               |            | レギュラー放送初回 1時間SP(12.55-13:55) |
| 2  | 4月13日    | 栃木県日光市 （東武日光駅周辺）                         |            | 前編                                    |
| 3  | 4月20日    | 栃木県日光市 （東武日光駅周辺）                         |            | 中編                                    |
| 4  | 4月27日    | 栃木県日光市 （東武日光駅周辺）                         | 井森美幸   | 後編                                    |
| 5  | 5月4日     | 埼玉県さいたま市大宮区 （大宮駅東口～大宮氷川神社周辺） |            | 前編                                    |
| 6  | 5月11日    | 埼玉県さいたま市大宮区 （大宮駅東口～大宮氷川神社周辺） |            | 中編                                    |
| 7  | 5月18日    | 埼玉県さいたま市大宮区 （大宮駅東口～大宮氷川神社周辺） | 松本明子   | 後編                                    |
| 8  | 5月25日    | 神奈川県鎌倉市 （鎌倉駅西口～和田塚駅～長谷寺周辺）     |            | 前編                                    |
| 9  | 6月1日     | 神奈川県鎌倉市 （鎌倉駅西口～和田塚駅～長谷寺周辺）     |            | 中編                                    |
| 10 | 6月8日     | 神奈川県鎌倉市 （鎌倉駅西口～和田塚駅～長谷寺周辺）     | 高橋ひとみ | 後編                                    |
| 11 | 6月15日    | 埼玉県長瀞町 （長瀞駅、寳登山神社周辺）                 |            | 前編                                    |
| 12 | 6月22日    | 埼玉県長瀞町 （長瀞駅、寳登山神社周辺）                 |            | 中編                                    |
| 13 | 6月29日    | 埼玉県長瀞町 （長瀞駅、寳登山神社周辺）                 | 森尾由美   | 後編                                    |
| 14 | 7月6日     | 千葉県銚子市 （銚子駅周辺）                             |            | 前編                                    |
| 15 | 7月13日    | 千葉県銚子市 （銚子駅周辺）                             |            | 中編                                    |
| 16 | 7月20日    | 千葉県銚子市 （銚子駅周辺）                             | 黒谷友香   | 後編                                    |
| 17 | 7月27日    | 神奈川県小田原市 （小田原駅東口周辺）                   |            | 1時間SP(12.55-13:55)                    |
| 18 | 8月3日     | 東京都台東区 （奥浅草周辺）                             |            | 前編                                    |
| 19 | 8月10日    | 東京都台東区 （奥浅草周辺）                             |            | 中編                                    |
| 20 | 8月17日    | 東京都台東区 （奥浅草周辺）                             | 鈴木砂羽   | 後編                                    |

## ネット局
| 放送対象地域   | 放送局                       | 系列           | 放送日時           | ネット状況 |
| -------------- | ---------------------------- | -------------- | ------------------ | ---------- |
| 近畿広域圏     | 朝日放送テレビ（ABC TV）     | テレビ朝日系列 | 日曜 13:25 - 13:55 | 【制作局】 |
| 北海道         | 北海道テレビ（HTB）          | テレビ朝日系列 | 日曜 13:25 - 13:55 | 同時ネット |
| 青森県         | 青森朝日放送（ABA）          | テレビ朝日系列 | 日曜 13:25 - 13:55 | 同時ネット |
| 岩手県         | 岩手朝日テレビ（IAT）        | テレビ朝日系列 | 日曜 13:25 - 13:55 | 同時ネット |
| 宮城県         | 東日本放送（khb）            | テレビ朝日系列 | 日曜 13:25 - 13:55 | 同時ネット |
| 秋田県         | 秋田朝日放送（AAB）          | テレビ朝日系列 | 日曜 13:25 - 13:55 | 同時ネット |
| 山形県         | 山形テレビ（YTS）            | テレビ朝日系列 | 日曜 13:25 - 13:55 | 同時ネット |
| 福島県         | 福島放送（KFB）              | テレビ朝日系列 | 日曜 13:25 - 13:55 | 同時ネット |
| 関東広域圏     | テレビ朝日（EX）             | テレビ朝日系列 | 日曜 13:25 - 13:55 | 同時ネット |
| 新潟県         | 新潟テレビ21（UX）           | テレビ朝日系列 | 日曜 13:25 - 13:55 | 同時ネット |
| 長野県         | 長野朝日放送（abn）          | テレビ朝日系列 | 日曜 13:25 - 13:55 | 同時ネット |
| 静岡県         | 静岡朝日テレビ（SATV）       | テレビ朝日系列 | 日曜 13:25 - 13:55 | 同時ネット |
| 石川県         | 北陸朝日放送（HAB）          | テレビ朝日系列 | 日曜 13:25 - 13:55 | 同時ネット |
| 中京広域圏     | 名古屋テレビ（メ〜テレ/NBN） | テレビ朝日系列 | 日曜 13:25 - 13:55 | 同時ネット |
| 広島県         | 広島ホームテレビ（HOME）     | テレビ朝日系列 | 日曜 13:25 - 13:55 | 同時ネット |
| 山口県         | 山口朝日放送（yab）          | テレビ朝日系列 | 日曜 13:25 - 13:55 | 同時ネット |
| 香川県・岡山県 | 瀬戸内海放送（KSB）          | テレビ朝日系列 | 日曜 13:25 - 13:55 | 同時ネット |
| 愛媛県         | 愛媛朝日テレビ（eat）        | テレビ朝日系列 | 日曜 13:25 - 13:55 | 同時ネット |
| 福岡県         | 九州朝日放送（KBC）          | テレビ朝日系列 | 日曜 13:25 - 13:55 | 同時ネット |
| 長崎県         | 長崎文化放送（ncc）          | テレビ朝日系列 | 日曜 13:25 - 13:55 | 同時ネット |
| 熊本県         | 熊本朝日放送（KAB）          | テレビ朝日系列 | 日曜 13:25 - 13:55 | 同時ネット |
| 大分県         | 大分朝日放送（OAB）          | テレビ朝日系列 | 日曜 13:25 - 13:55 | 同時ネット |
| 鹿児島県       | 鹿児島放送（KKB）            | テレビ朝日系列 | 日曜 13:25 - 13:55 | 同時ネット |
| 沖縄県         | 琉球朝日放送（QAB）          | テレビ朝日系列 | 日曜 13:25 - 13:55 | 同時ネット |

## スタッフ

### レギュラー版
- ナレーション：中野周平（蛙亭）
- 構成：竹村武司、森峻介
- カメラ：矢田部修
- 音声：佐竹樹郎、鈴木一篤【週替り】
- 編集：東勇輝、鷺坂成己【週替り】
- MA：釜井敬典
- テーマ曲：仲西匡
- キャラクターデザイン︰仲里カズヒロ
- 技術協力：fmt、STUDIO38
- 美術：大沼陽
- 美術ディレクター：渡邊晴香
- 美術協力：TACT
- 音効：村松聡
- 番組デスク：中村美恵（ABCテレビ）
- 編成：森裕喜（ABCテレビ）
- 番宣：森下玲奈（ABCテレビ）
- 制作協力：吉本興業
- AD：山田頼世・小池希美（ジーヤマ）、吉岡美咲
- アシスタントプロデューサー：髙橋美由（ジーヤマ）
- ディレクター：東浦克幸・本広丈二・落岩将平・田口大夢（ジーヤマ）
- 演出：井谷光太郎（ジーヤマ）
- プロデューサー：高橋利一郎（ジーヤマ）、中川天（吉本興業）
- チーフプロデューサー：北村誠之（ABCテレビ）
- 制作：ABCテレビ、ジーヤマ

### 過去のスタッフ
- カメラ：縄誠幸
- 編集：岩見貴南
- AD：實平凪沙・中井菜々（ジーヤマ）
- ディレクター：中野良（ABCテレビ）

### パイロット版
- ナレーション：中野周平（蛙亭）
- 構成：竹村武司、森峻介
- カメラ：矢田部修
- 音声：小笹直樹
- 編集：東勇輝
- MA：釜井敬典
- 技術協力：fmt、STUDIO38
- 美術：大沼陽
- 美術ディレクター：渡邊晴香
- 美術協力：TACT
- 音効：村松聡
- 番組デスク：中村美恵（ABCテレビ）
- 編成：森裕喜（ABCテレビ）
- 番宣：森下玲奈（ABCテレビ）
- 制作協力：吉本興業
- AD：栁谷風佳・亀田拓実・橋口和毅（ジーヤマ）
- アシスタントプロデューサー：髙橋美由（ジーヤマ）
- ディレクター：鈴木崇志・山口敏・宮崎弘平・田口大夢（ジーヤマ）、中野良（ABCテレビ）
- 演出：井谷光太郎（ジーヤマ）
- プロデューサー：高橋利一郎（ジーヤマ）、中川天（吉本興業）、藤田和弥（とこわか吾郎事務所）
- チーフプロデューサー：北村誠之（ABCテレビ）
- 制作：ABCテレビ、ジーヤマ